# TMX2
TMX2 (англ. Thioredoxin related transmembrane protein 2) – білок, який кодується однойменним геном, розташованим у людей на 11-й хромосомі. Довжина поліпептидного ланцюга білка становить 296 амінокислот, а молекулярна маса — 34 038.
| 10         |  | 20         |  | 30         |  | 40         |  | 50         |
| ---------- |  | ---------- |  | ---------- |  | ---------- |  | ---------- |
| MAVLAPLIAL |  | VYSVPRLSRW |  | LAQPYYLLSA |  | LLSAAFLLVR |  | KLPPLCHGLP |
| TQREDGNPCD |  | FDWREVEILM |  | FLSAIVMMKN |  | RRSITVEQHI |  | GNIFMFSKVA |
| NTILFFRLDI |  | RMGLLYITLC |  | IVFLMTCKPP |  | LYMGPEYIKY |  | FNDKTIDEEL |
| ERDKRVTWIV |  | EFFANWSNDC |  | QSFAPIYADL |  | SLKYNCTGLN |  | FGKVDVGRYT |
| DVSTRYKVST |  | SPLTKQLPTL |  | ILFQGGKEAM |  | RRPQIDKKGR |  | AVSWTFSEEN |
| VIREFNLNEL |  | YQRAKKLSKA |  | GDNIPEEQPV |  | ASTPTTVSDG |  | ENKKDK     |

A: Аланін

C: Цистеїн

D: Аспарагінова кислота

E: Глутамінова кислота

F: Фенілаланін

G: Гліцин

H: Гістидин

I: Ізолейцин

K: Лізин

L: Лейцин

M: Метіонін

N: Аспарагін

P: Пролін

Q: Глутамін

R: Аргінін

S: Серин

T: Треонін

V: Валін

W: Триптофан

Кодований геном білок за функцією належить до фосфопротеїнів. 
Задіяний у такому біологічному процесі, як альтернативний сплайсинг. 
Локалізований у мембрані.